# Deyme
Deyme – miejscowość i gmina we Francji, w regionie Oksytania, w departamencie Górna Garonna.
Według danych na rok 1990 gminę zamieszkiwały 652 osoby, a gęstość zaludnienia wynosiła 92 osób/km² (wśród 3020 gmin regionu Midi-Pireneje Deyme plasuje się na 492. miejscu pod względem liczby ludności, natomiast pod względem powierzchni na miejscu 1320.).